# Hypenula deleona
Hypenula deleona là một loài bướm đêm trong họ Noctuidae.